# 투우

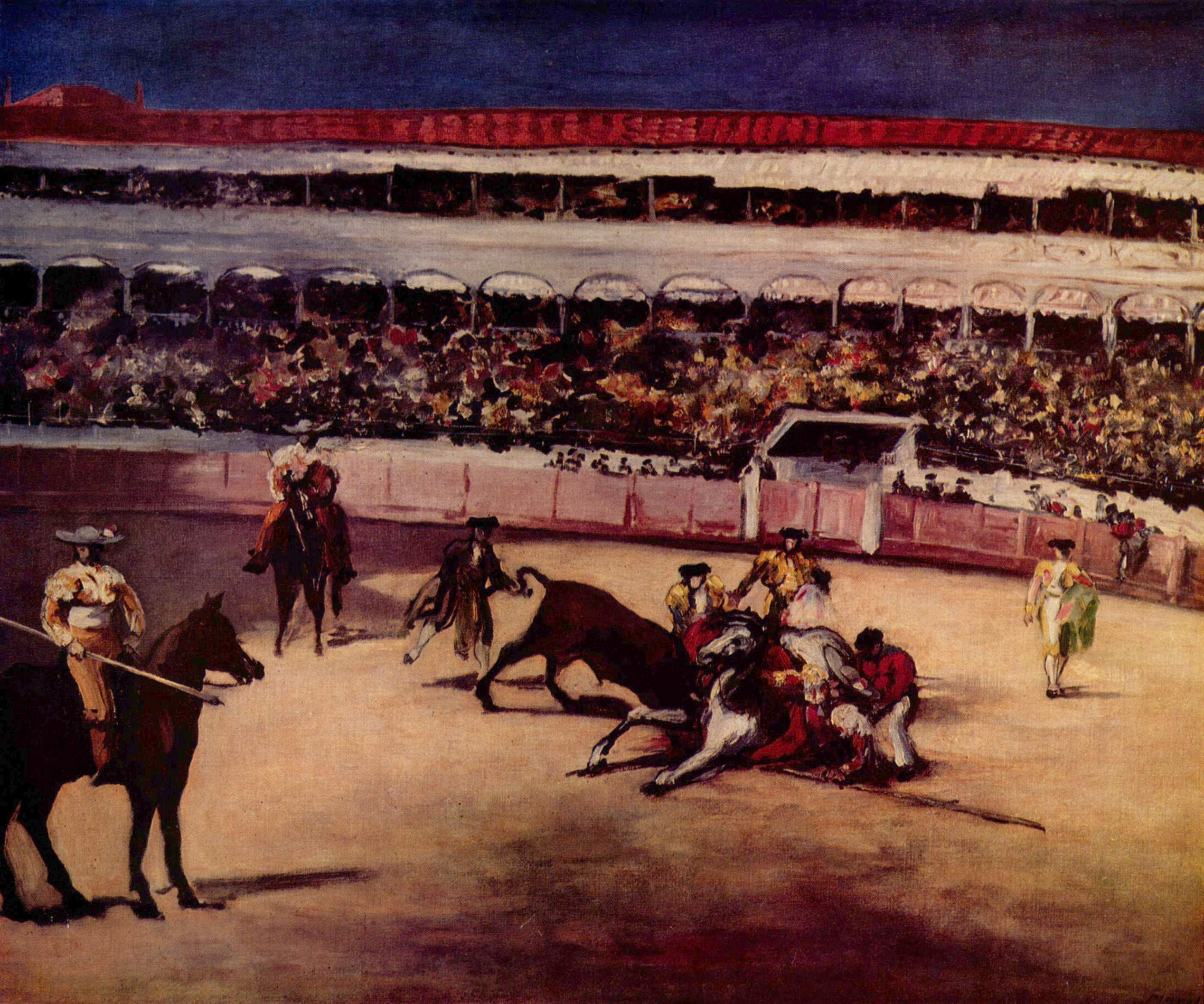
《투우》, 에두아르 마네, 1865–1866.

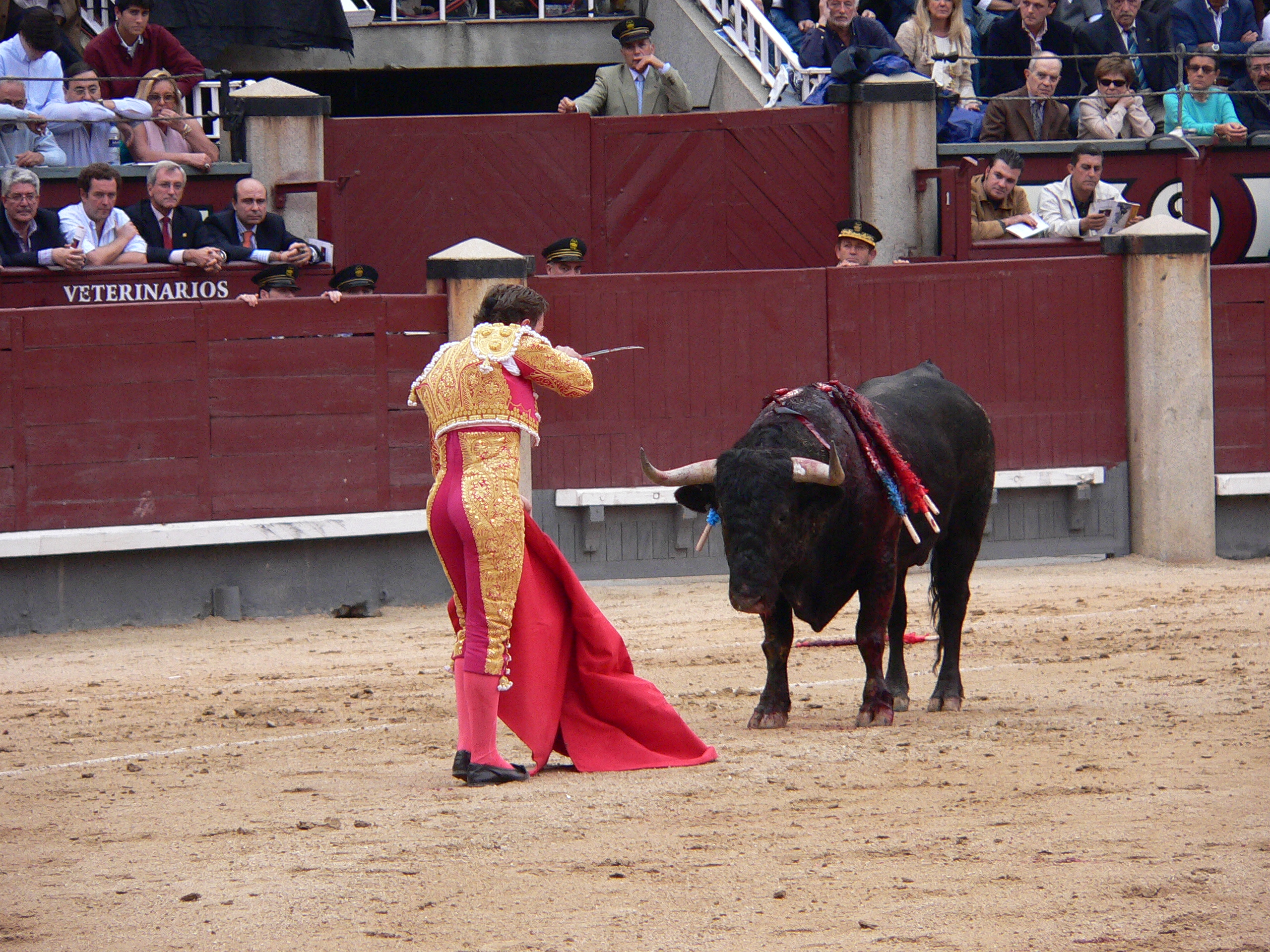
스페인 투우의 한 장면

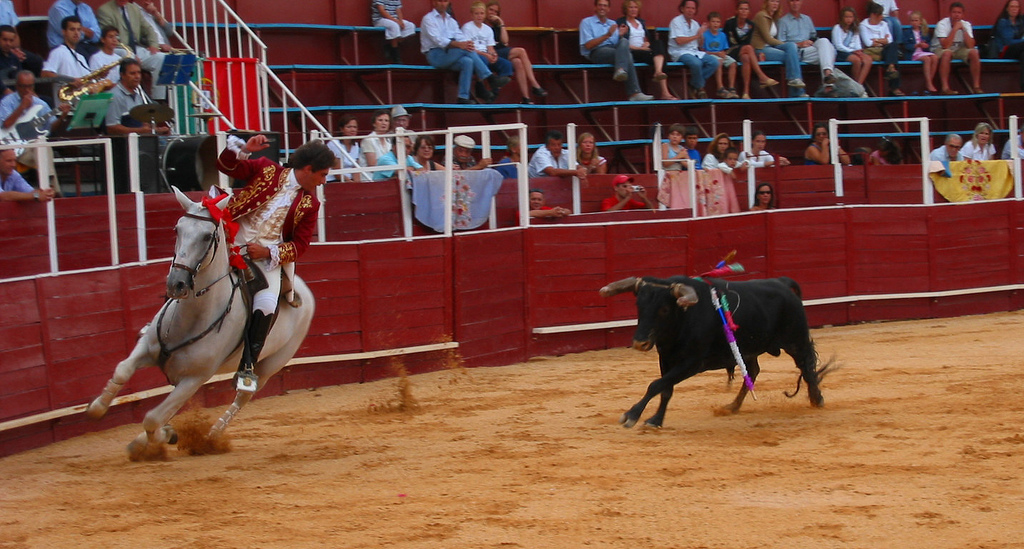
포르투갈 투우의 한 장면

투우(鬪牛)란 소를 상대하여 싸우는 스페인, 포르투갈, 프랑스의 남부 일부 도시, 라틴 아메리카의 전통적인 투기, 오락이다. 여러 가설들이 있으나, 정확한 기원은 알려져 있지 않다. 경기를 하면 둘 중의 하나는 일어난다. 경기를 하는 사람이 죽거나, 동물인 소가 죽는다. 보통은 동물인 소가 죽는다. 하지만 어떨 때는 사고로 사람이 죽기도 한다. 경기를 보는 사람들은 이것을 보며 스트레스를 풀기도 하였다.
프랑스 남부 지역과 스페인 북동부 지역인 카탈루냐는 동물 학대를 이유로 투우를 금지시켰다. 하지만 그것을 금지시키는 것 자체가 헌법을 어긴걸로 드러나서 지금은 투우 경기를 하고 있다.스페인과 포르투갈에서도 동물 학대를 이유로 투우를 반대하는 사람들도 많이 생겨났지만, 오랜 전통 문화를 지키고자 하는 사람들의 의지와 싸워야 한다.

## 같이 보기
- 투우사
- 투우복